# Alpla HC Hard
Der Alpla HC Hard ist ein österreichischer Handballklub aus Hard. Das Herrenteam spielt gegenwärtig in der Handball Liga Austria (HLA Meisterliga). Heimstätte des Vereins ist die Sporthalle am See.

## Geschichte

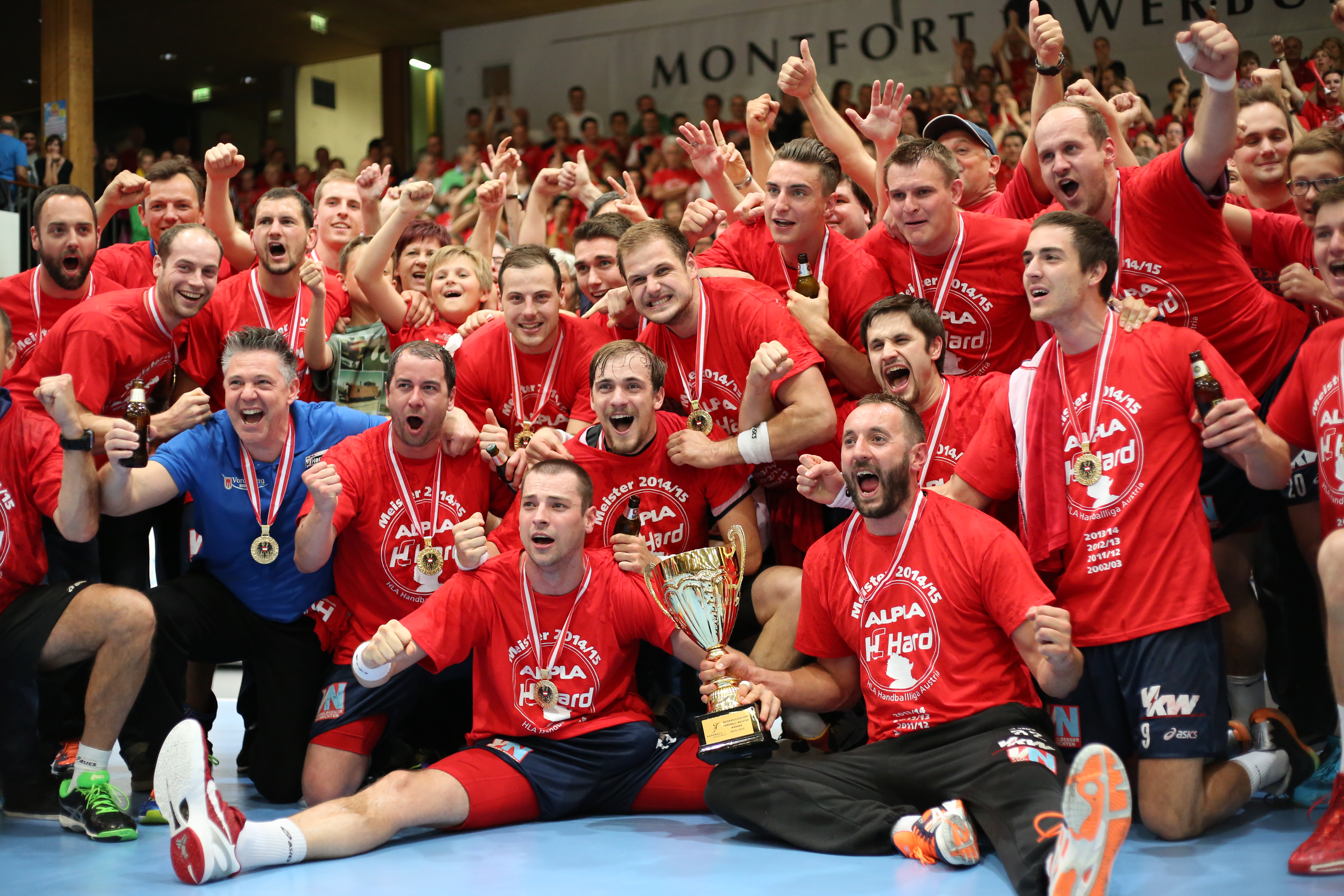
Übergabe des Meisterpokals an den Alpla HC Hard (2015)

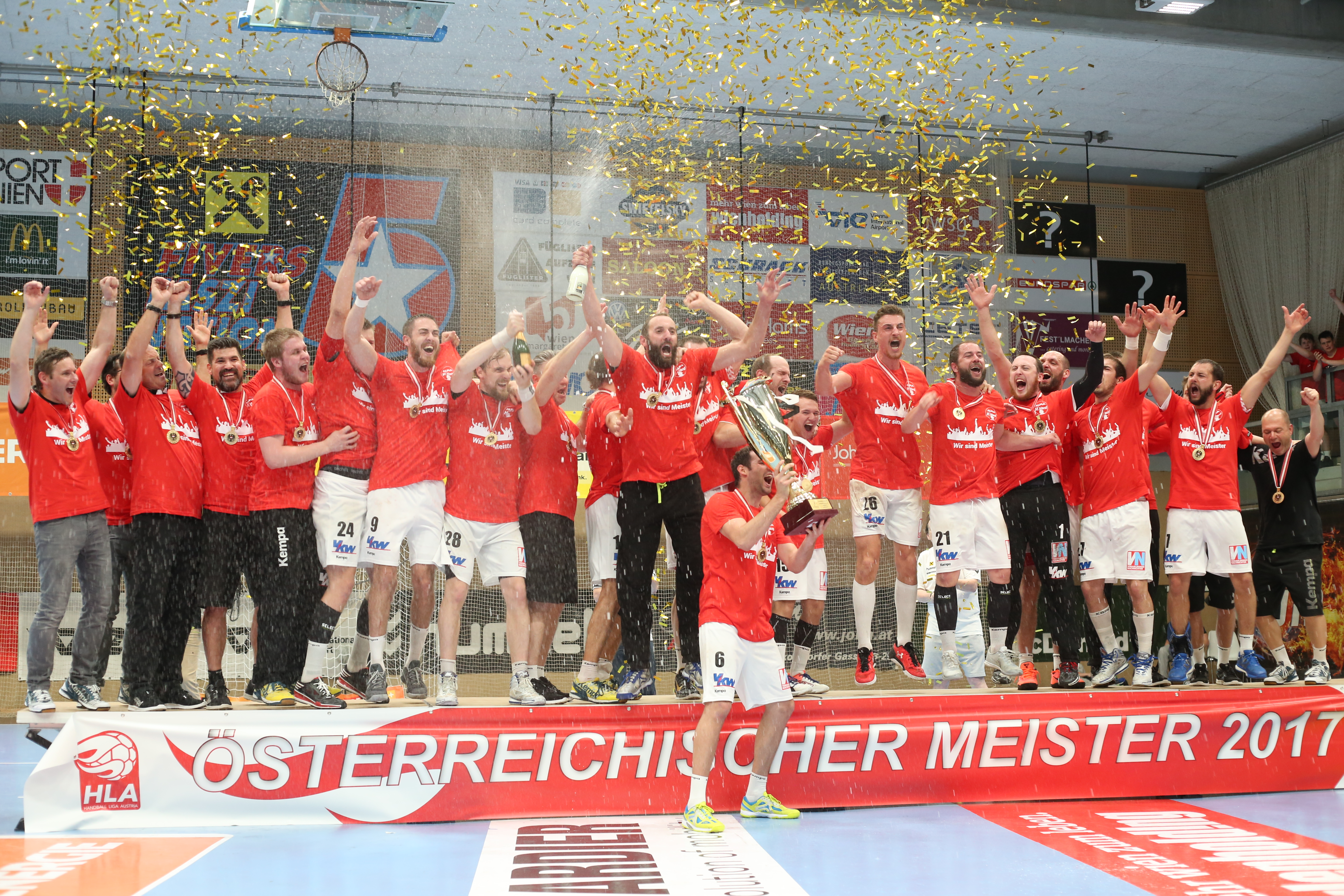
Übergabe des Meisterpokals an den Alpla HC Hard (2017)

Als 1941 der 2009 verstorbene langjährige Chronist und Ehrenobmann Werner Greisner mit einer Einheit der deutschen Wehrmacht nach Hard verlegt wurde, traf sich alsbald jeden Mittwochnachmittag eine Militärmannschaft, um auf dem heutigen Trainingsplatz des FC Hard Großfeldhandball zu spielen.
Die Handballsektion des „SV Hard“ wurde schließlich 1946 gegründet. Noch im selben Jahr trat man mit zwei Herren- und einer Damenmannschaft am Meisterschaftsbetrieb im inzwischen gegründeten Vorarlberger Handball- und Faustballverband an. Trotz guter Ergebnisse in der Meisterschaft und dem Wechsel vom „SV Hard“ zum „TS Hard“ musste 1948 der Sportbetrieb wieder eingestellt werden, da mehrere Spieler ihren Wohnsitz wechselten (England, Schweiz und Deutschland).
1972 wurde erneut eine Handballsektion, diesmal innerhalb des „ATSV Hard“, gegründet. Gespielt wurde nur noch Hallenhandball bzw. Kleinfeldhandball. 1976 errang die A-Jugend, nach diversen Vorarlberger Jugendmeisterschaften, bei den Staatsmeisterschaften den Titel „Österreichischer Meister“.
1981/82 gelang der Aufstieg in die 1. Internationale Bodenseeliga des Handballverbandes Württemberg.
Aufgrund der ständigen Aufwärtsentwicklung im Harder Handballsport erfolgte 1986 die Trennung der Sektion Handball vom ATSV Hard und der anschließenden Gründung eines eigenständigen Vereins mit dem Namen „HC 86 Hard“. Der „HC 86 Hard“ verpflichtete 1987 Zoran Kajasa, ehemaliger Weltmeister mit Jugoslawien. Kajasa war der erste Legionär im Vorarlberger Handballsport überhaupt.
Unter dem Trainer Zoltán Balogh stieg der HC Hard in der Saison 1997/98 in die höchste österreichische Spielklasse auf.
In der Saison 2002/03 gewann der HC Hard (nach jeweils zwei dritten Plätzen) unter Trainer Frank Bergemann erstmals die österreichische Meisterschaft. In der Saison 2004/05 realisierte der Verein seinen ersten Sieg im ÖHB-Cup.
Im Jahr 2005 bezog der HC Hard die neu errichtete Heimstätte (Halle, Büro) in der Sporthalle am See. Diese ersetzte die viel zu klein gewordene Halle in der Hauptschule Mittelweiherburg.
Die Mannschaft wurde zwischen 2005 und 2007 von Goran Zivkovic trainiert.
In der 2007/08 gelang unter Trainer Gerald Gabl der zweite Cupsieg. Im April 2008 konnte der HC Hard den Einzug in das Finale des EHF Challenge Cup erreichen und musste sich mit einer Gesamtwertung von 54:47 gegen den UCM Sport Reșița geschlagen geben.
Zwischen der Saison 2010/11 und 2015/16 wurde die Mannschaft von Markus Burger trainiert. Im Jahr 2012 gewann Alpla HC Hard seinen zweiten Meistertitel, im Finale wurde der Handballclub HIT Medalp Tirol – Innsbruck besiegt. Im Jahr 2013 standen die Vorarlberger im Finalduell der Wiener Mannschaft Handballclub Fivers Margareten gegenüber und konnten erneut den Titel erringen. In der darauffolgenden Saison 2013/14 gewannen der HC Hard zum ersten Mal in der Vereinsgeschichte das Double aus ÖHB-Cup und Meistertitel. In beiden Fällen trat man wieder gegen die Fivers aus Wien an. In der Saison 2014/15 konnte der fünfte Meistertitel – davon der vierte in Serie – gegen den Lokalrivalen Bregenz Handball mit 2:0 in der Best of three Serie eingefahren werden.
Von Saison 2015/16 bis 2017/18 trainierte Petr Hrachovec die Harder. In der Saison 2016/17 realisierte der Alpla HC Hard seinen sechsten Meistertitel, in der Saison 2017/18 seinen vierten Cupsieg und seinen dritten Supercup-Sieg.
Von Saison 2018/19 bis 2019/20 war Klaus Gärtner Trainer des Alpla HC Hard. 2019 wurde der Verein zum vierten Mal Supercup-Sieger.
Unter Trainer Mario Bjeliš holte der Verein in der Saison 2020/21 seinen siebten Titel in der österreichischen Handballmeisterschaft. In den Jahren 2021 und – nach einem weiteren Cupsieg 2023 – gewann das Team unter Trainer Jón Jónsson – zum insgesamt fünften und sechsten Mal – erneut den österreichischen Supercup, womit der HC Hard Rekord-Gewinner des Bewerbs ist.

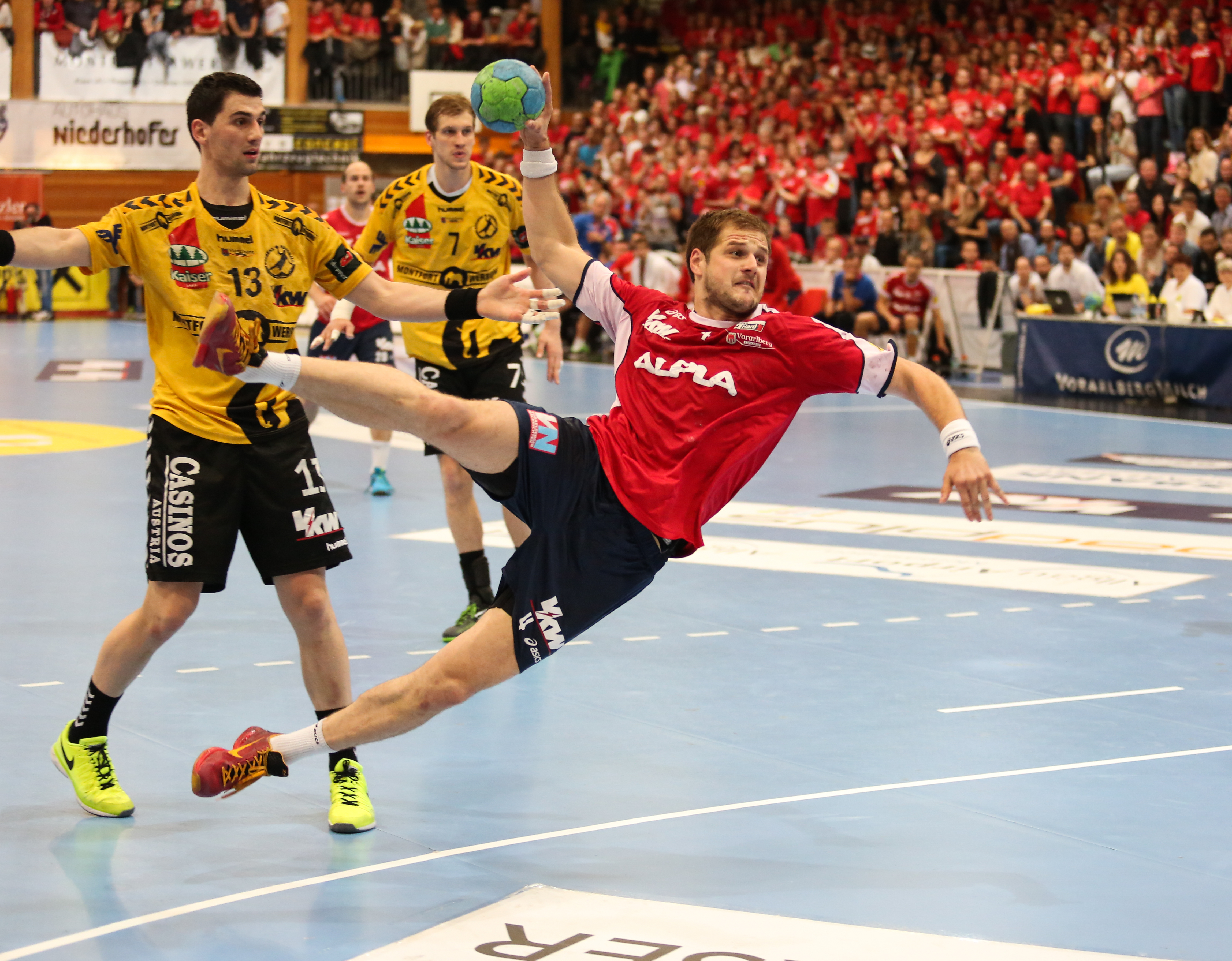
Bregenz Handball vs. Alpla HC Hard, 2015

### Platzierungen seit 2001
| Saison  | Liga                  | Rang               | Pokal              |
| ------- | --------------------- | ------------------ | ------------------ |
| 2023/24 | Handball Liga Austria | 2                  | Halbfinale         |
| 2022/23 | Handball Liga Austria | 5                  | Cupsieger          |
| 2021/22 | Handball Liga Austria | 2                  | Halbfinale         |
| 2020/21 | Handball Liga Austria | 1                  | Halbfinale         |
| 2019/20 | Handball Liga Austria | Saison abgebrochen | Saison abgebrochen |
| 2018/19 | Handball Liga Austria | 2                  | Halbfinale         |
| 2017/18 | Handball Liga Austria | 2                  | Cupsieger          |
| 2016/17 | Handball Liga Austria | 1                  | Halbfinale         |
| 2015/16 | Handball Liga Austria | 3                  | Achtelfinale       |
| 2014/15 | Handball Liga Austria | 1                  | Achtelfinale       |
| 2013/14 | Handball Liga Austria | 1                  | Cupsieger          |
| 2012/13 | Handball Liga Austria | 1                  | Finale             |

| Saison  | Liga                  | Rang | Pokal         |
| ------- | --------------------- | ---- | ------------- |
| 2011/12 | Handball Liga Austria | 1    | Viertelfinale |
| 2010/11 | Handball Liga Austria | 4    | 1. Runde      |
| 2009/10 | Handball Liga Austria | 5    | Halbfinale    |
| 2008/09 | Handball Liga Austria | 2    | Halbfinale    |
| 2007/08 | Handball Liga Austria | 3    | Cupsieger     |
| 2006/07 | Handball Liga Austria | 3    | 2. Runde      |
| 2005/06 | Handball Liga Austria | 4    |               |
| 2004/05 | Handball Liga Austria | 5    |               |
| 2003/04 | Handball Liga Austria | 3    |               |
| 2002/03 | Handball Liga Austria | 1    |               |
| 2001/02 | Handball Liga Austria | 3    |               |

| Legende | Legende                  |
| ------- | ------------------------ |
|         | Meister                  |
|         | Cupsieger                |
|         | Double Meister/Cupsieger |

## Kader 2025/26
| Nr. | Name                  | Nationalität | Position        | im Team seit | Letzter Verein            |
| --- | --------------------- | ------------ | --------------- | ------------ | ------------------------- |
| 12  | Lukas Gurskis         | Litauer      | Tor             | 2024         | Vilniaus HC Amber         |
| 18  | Leandro Kocar         | Österreicher | Tor             | 2024         | Eigene Jugend             |
| 32  | Golub Doknić          | Österreicher | Tor             | 2011         | RK Kolubara               |
| 3   | Karolis Antanavičius  | Litauer      | Rückraum Links  | 2021         | VHC Šviesa Vilnius        |
| 7   | Tryggvi Jónsson       | Isländer     | Rückraum Links  | 2025         | Fram Reykjavík            |
| 9   | Ante Tokić            | Kroatisch    | Rechtsaußen     | 2023         | ThSV Eisenach             |
| 11  | Tumi Steinn Rúnarsson | Isländer     | Rückraum Mitte  | 2024         | HSC Coburg                |
| 17  | Janberk Cirit         | Österreicher | Rückraum Mitte  | 2024         | Bregenz Handball          |
| 22  | Dejan Babić           | Serbisch     | Kreis           | 2023         | HC Linz AG                |
| 23  | Jakob Achilles        | Österreicher | Kreis           | 2023         | Eigene Jugend             |
| 25  | Marc-Andre Haunold    | Österreicher | Rückraum Mitte  | 2025         | ASV Hamm-Westfalen        |
| 26  | Jannik Piringer       | Österreicher | Linksaußen      | 2024         | Eigene Jugend             |
| 29  | Caspar Mosblech       | Deutscher    | Kreis           | 2025         | TSV-Bayer-Dormagen-Jugend |
| 33  | Nico Sager            | Österreicher | Linksaußen      | 2025         | SC Ferlach                |
| 35  | Matthias Hämmerle     | Österreicher | Rückraum Mitte  | 2023         | Eigene Jugend             |
| 38  | Lennio Sgonc          | Österreicher | Rechtsaußen     | 2020         | Eigene Jugend             |
| 39  | Robin Lürzer          | Österreicher | Linksaußen      | 2023         | Eigene Jugend             |
| 47  | Lukas Fritsch         | Österreicher | Rückraum Links  | 2023         | Eigene Jugend             |
| 55  | Berkan Cirit          | Österreicher | Rückraum Links  | 2025         | -                         |
| 77  | Timon Lürzer          | Österreicher | Rückraum Rechts | 2024         | Eigene Jugend             |
| 99  | Matthias Hild         | Deutscher    | Rückraum Rechts | 2024         | TuS Vinnhorst             |

| Zugänge 2025/26 - Marc-Andre Haunold (ASV Hamm-Westfalen) - Nico Sager (SC Ferlach) - Tryggvi Jónsson (Fram Reykjavík) - Caspar Mosblech (TSV-Bayer-Dormagen-Jugend) | Abgänge 2025/26 - Nico Schnabl (TuS Ferndorf) - Karolis Antanavičius (GWD Minden) - Samuel Wendel (Karriereende) - Ivan Horvat (HSG Bärnbach/Köflach) |

## Erfolge
Handball Liga Austria
- Meister (7): 2002/03, 2011/12, 2012/13, 2013/14, 2014/15, 2016/17, 2020/21

ÖHB-Cup
- Sieger (5): 2004/05, 2007/08, 2013/14, 2017/18, 2022/23

HLA-Supercup
- Sieger (6): 2012, 2017, 2018, 2019, 2021, 2023

## Bekannte ehemalige Spieler
| - Michael Knauth (2008–2020) - Roland Schlinger (2014–2017) - Krešimir Kozina (2013–2015) - Bernd Friede (2010–2014) - Damian Wleklak (2007–2009) | - Björn Navarin (2007–2008) - Robert Weber (2004–2008) - Markus Wagesreiter (2005–2007) - Stanislaw Kulintschenko (2004–2007) - Manfred Messner (2001–2005) - Emanuel Diezer (2000–2005) | - Branko Medini (2000–2005) - Robert Schubert (2000–2002) - Guido Graf (1998–2002) - Goran Zivkovic (1991–) - Zoran Kajasa (1987–) - Marcel Petritsch |

## Ehemalige Trainer
| - Mario Bjeliš (2020–2021) - Klaus Gärtner (2018–2020) - Petr Hrachovec (2016–2018) - Markus Burger (2010–2016) - Zbigniew Tłuczyński (2008-2010) - Gerald Gabl (2007-2008) | - Goran Zivkovic (2005-2007) - Frank Bergemann (2000-2005) - Niels Möller (1999-2000) - Zoltán Balogh - Peter Platzdasch - Hanswerner Thurnher |  |